# Autofobia
Autofobia, monofobia, eremofobia – chorobliwy lęk przed samotnością lub byciem odizolowanym albo doświadczaniem egotyzmu. Chorzy nie zawsze są fizycznie sami, ale wierzą, że są ignorowani, niekochani lub nie ma w ich otoczeniu ludzi, których lubią (przyjaciół, rzadziej rodziny, gdyż związek chorego z rodziną jest stały i zazwyczaj częstszy niż z innymi grupami społecznymi).
Autofobii nie należy mylić z nienawiścią do siebie, choć może ona być z nią związana. Jest to odrębna fobia, której zwykle towarzyszą inne zaburzenia lękowe.

## Definicje
Autofobia ma wiele definicji, które jednak różnią się nieznacznie. Zgodnie z Merriam-Webster Medical Dictionary eremofobia jest chorobliwym lękiem przed izolacją. Według The Practitioner's Medical Dictionary autofobią jest chorobliwy lęk przed samotnością.

## Tło fobii
Autofobia może pochodzić z lęku społecznego. Osoby z tą fobią pozostawione w samotności (bez przyjaciół czy osób im bliskich, rodziny) będą często doświadczały ataków paniki. Inną reakcją jest odizolowanie się od świata, w którym uważamy, że nie ma osób nam bliskich, tzn. pozostawanie przez dłuższy czas w odosobnionych miejscach i rzadkie emocje szczęścia bądź radości. Fobia ta może również wynikać z depresji. Autofobicy boją się również, że wszystkie ważne osoby w ich życiu mają zamiar je opuścić lub porzucić. Dlatego ta szczególna fobia może pochodzić z zachowań i doświadczeń okresu dojrzewania. Jednak fobia nie musi oznaczać pozostawienia samego fizycznie, finansowo lub emocjonalnie. 
Chociaż ta fobia jest często doświadczana w młodym wieku, może rozwinąć się w późniejszym życiu. Osoby czasem porównują ten strach ze śmiercią bliskiej osoby lub zakończeniem ważnego związku. Autofobię można również określić jako obawy przed brakiem konkretnej osoby tzn. tragiczne wydarzenia w życiu mogą ją tworzyć, jako strach bycia bez jednej konkretnej osoby

## Symptomy
Objawy autofobii różnią się w zależności od przypadku. Jednakże istnieją pewne objawy łączące osoby cierpiących na tę fobię. Intensywna ilość lęku i niepokoju, gdy jest się samemu bądź myślenie o sytuacjach, w których można być bez ważnych dla siebie osób, jest jednym z najczęstszych wskazań, że dana osoba jest autofobikiem.
Niektóre połączenia autofobii zdiagnozowano u ludzi, którzy również cierpią z powodu osobowości chwiejnej emocjonalnie typu borderline.
Inne objawy, które są czasami związane z autofobią:
- Objawy psychiczne:
  - Strach przed omdleniem
  - Nieumiejętność skoncentrowania się na czymś innym oprócz fobii
  - Obawa przed utratą umysłu
  - Nieumiejętność jasnego myślenia podczas ataków fobii.
- Objawy emocjonalne:
  - Stres na przypomnienie sobie o miejscach gdzie możemy być sami / bez osób zaprzyjaźnionych.
  - Lęk przed byciem odosobnionym (od grupy itp.)
- Objawy fizyczne:
  - Zawroty głowy
  - Drgawki
  - Nudności
  - Uderzenia zimna lub gorąca
  - Drętwienie lub mrowienie
  - Suchość w ustach
  - Zwiększona częstotliwość akcji serca

## Badania
W artykule "Psychogenic Hyperventilation and Death Anxiety" napisanym przez Herberta R. Lazarusa, MD, i Johna J. Kostana, Jr., MSW, autofobia lub monofobia została opisana jako ściśle związana z lękiem śmierci i poczuciem zbliżającego się losu. Pacjenci z hiperwentylacją i lękiem przed śmiercią mogą również rozwijać lub mieć autofobię.

## Wpływ na media
Komiks Autophobia napisany przez Tapastic,  w którym chłopiec z kamiennym życiem rodzinnym żyje w liceum. W listopadzie 2015 roku seria zawiera 46 odcinków i 11 rozdziałów, została wyświetlona 230.4 tys. razy i ma 3.3 tys. obserwujących.